# Collégiale de Saint-Émilion
La collégiale Saint-Émilion est une ancienne collégiale située sur la commune de Saint-Émilion dans le département de la Gironde.

## Histoire
Bâtie dès le début du XIIe siècle pour la communauté de chanoines de Saint-Augustin, sa construction a été terminée par le collège de chanoines installée par le pape Clément V en 1306 auquel il avait nommé doyen son neveu, Gaillard de Lamothe. En 1419,  les chanoines ne peuvent entretenir leur église. En 1472, une verrière est commandée à Jean Lescamp maître verrier de la paroisse Saint-Projet de Bordeaux par le donateur, Arnaud Vesin. Une verrière du chevet porte la date de 1522.
Des travaux importants ont été réalisés à la fin du XVe siècle et au XVIe siècle qui ont entraîné une nouvelle consécration en 1542.
Des travaux de restauration ont été faits au XIXe siècle. Paul Courau a rédigé un rapport en 1841 demandant des travaux d'entretien. La charpente a été refaite après son effondrement en 1876. Paul Gout a effectué des travaux en 1896-1899.
Elle est aujourd’hui l’église paroissiale de la commune. Une série de concerts y est programmée chaque année par l’association Aemilianus. Cette église est parmi l'une des plus imposantes de la Gironde.

## Protection
La collégiale a été classée Monument historique par la liste de 1840.

## Architecture
Elle présente certaines caractéristiques du style roman du sud-ouest, telles que ses deux coupoles sur pendentifs qui voûtent ses deuxièmes et troisièmes travées ; cependant la plus grande partie des éléments d’architecture visibles aujourd’hui se rattache au style gothique.
- Longueur dans l'œuvre : 79 m
- Largeur de la nef : 9 m
- Largeur du chœur : 28 m.

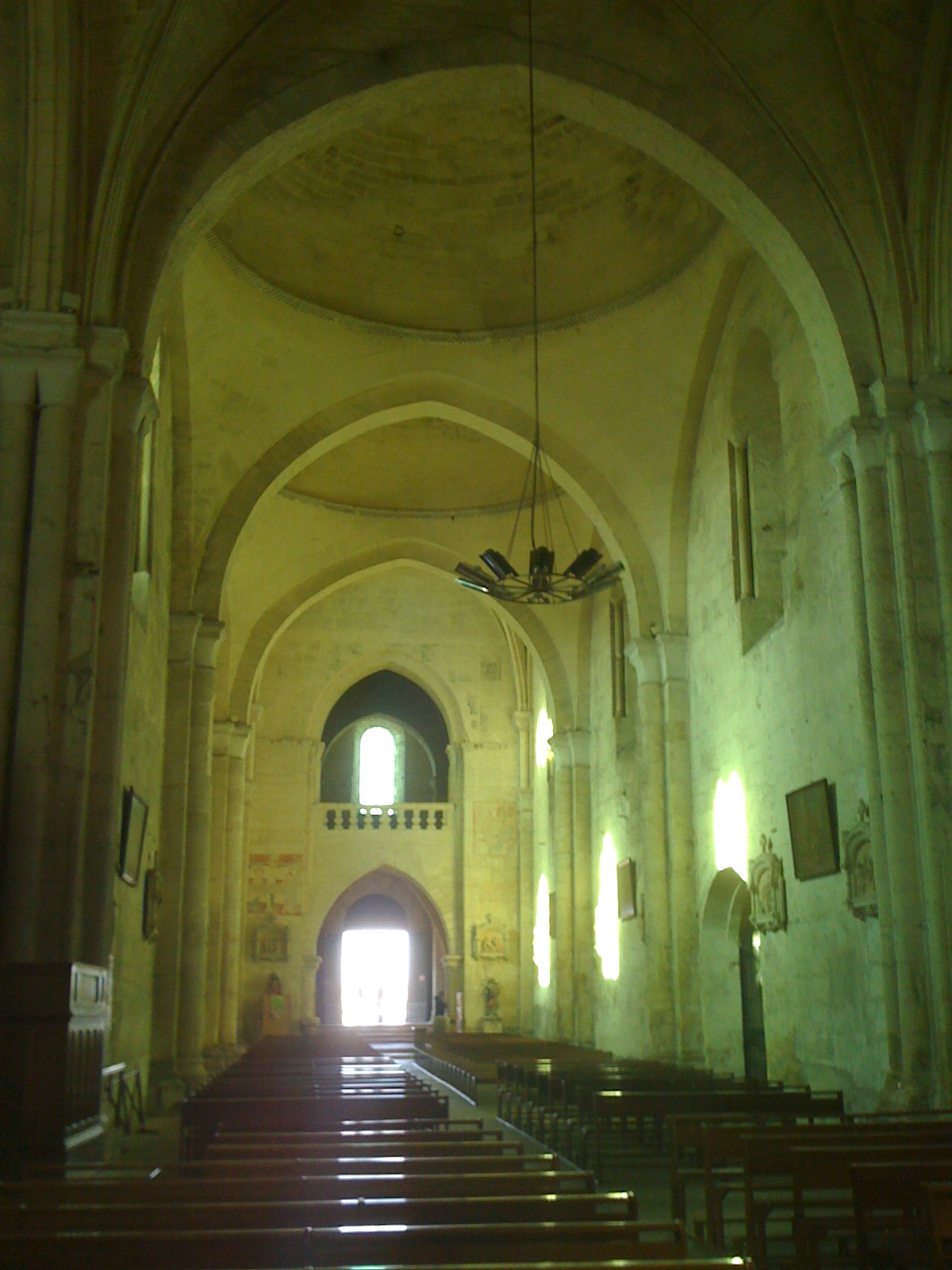
Vue de la nef depuis la croisée du transept
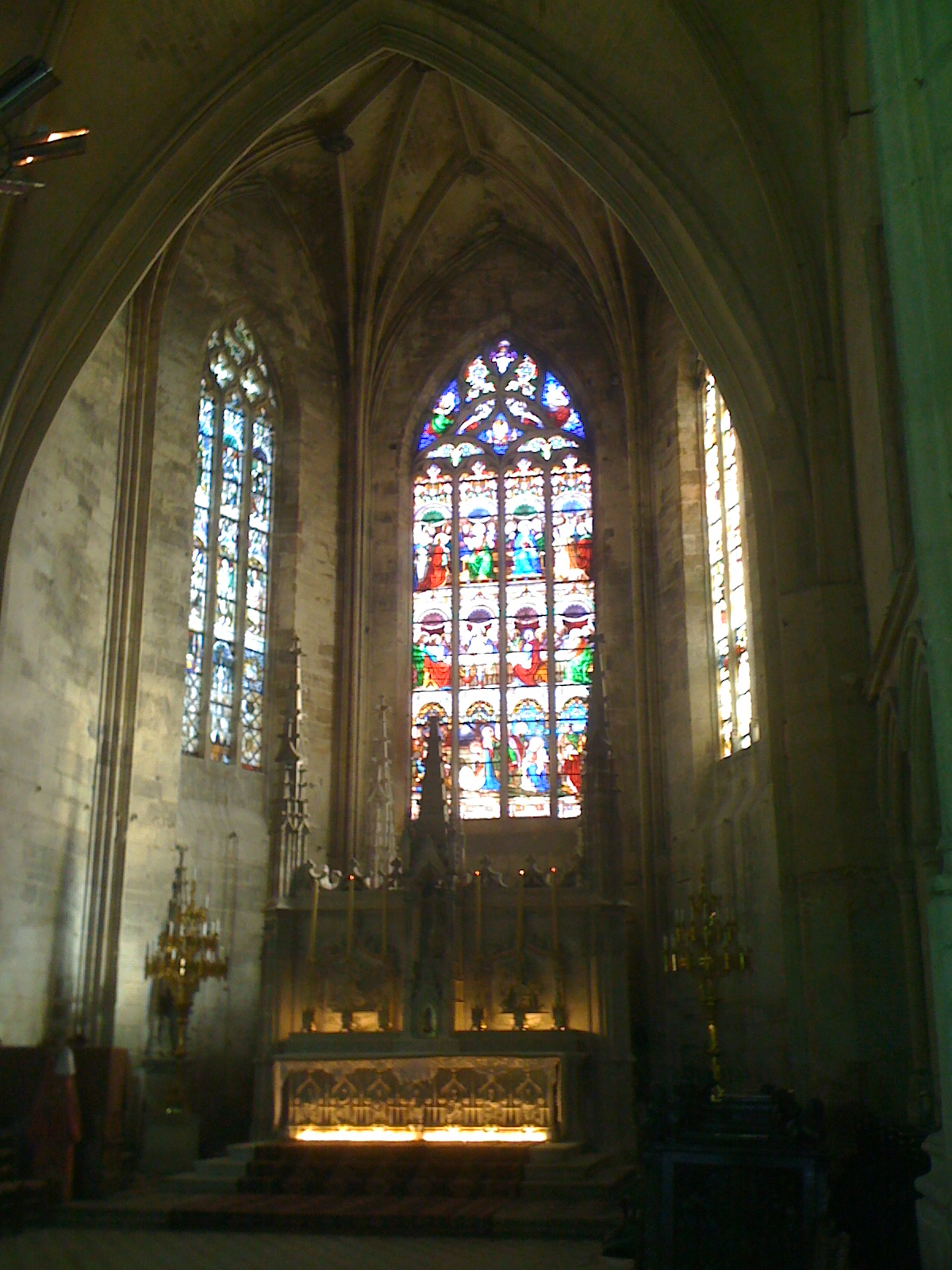
Chœur de l'église collégiale
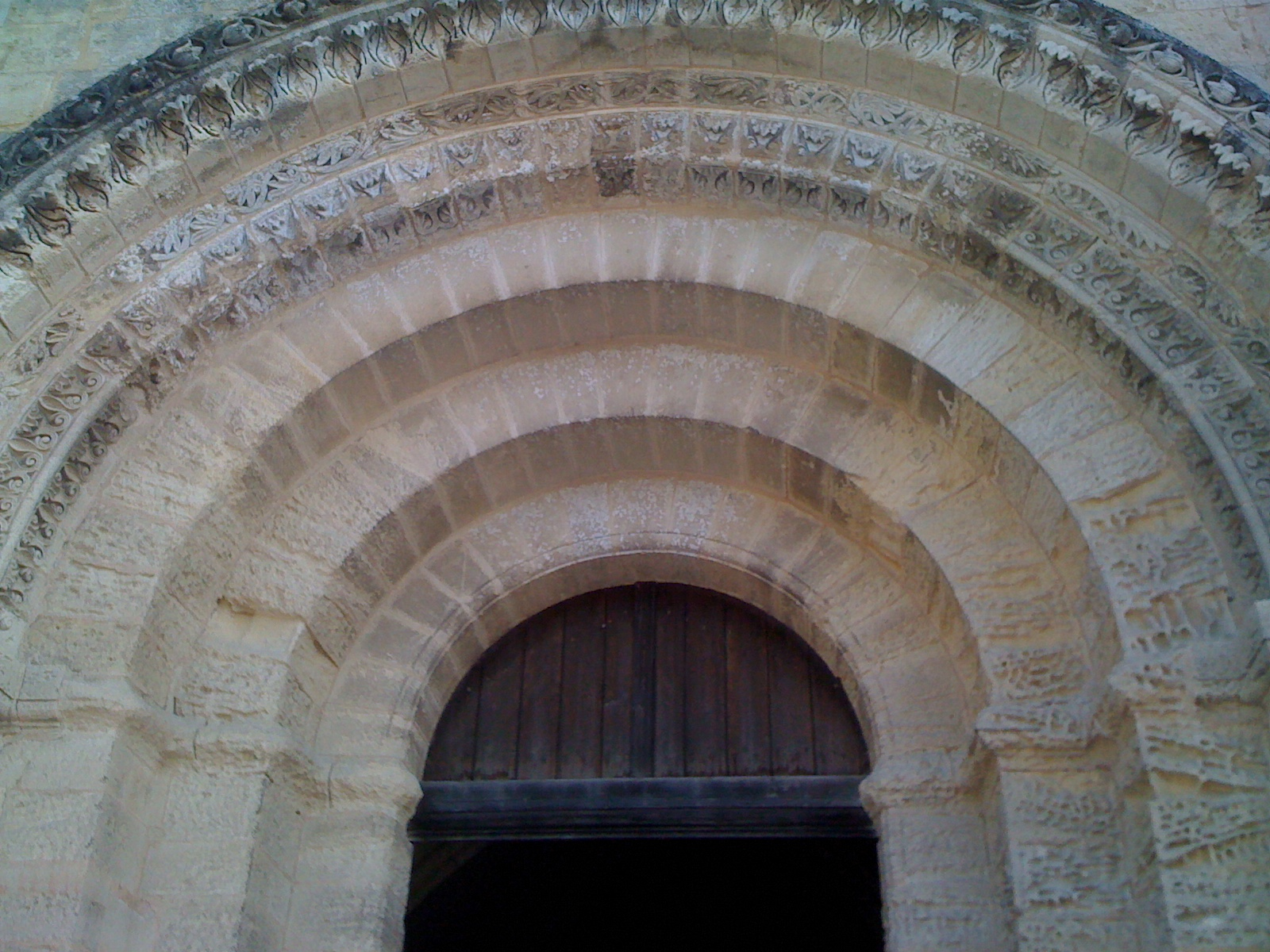
Portail de la façade ouest de l'église collégiale

## Mobilier
L’église abrite une statue de saint Valéry (Ermite à Leuconay (✝ 619)), saint local et protecteur des vignerons, conservée près de la porte de la sacristie. Cette statue, en bois polychrome du XVIe siècle, possède une certaine précision des traits du visage et les détails rendus ; ses vêtements et sa serpe sont la tenue des viticulteurs de cette époque.

## Bâtiments annexes
Le cloître du XIVe siècle forme un carré de trente mètres de côté dont les galeries sont couvertes d’une charpente de bois.
Elles sont soutenues par des arcades en arc brisé elles-mêmes soutenues par des colonnes géminées, dont la plupart ont été restaurées. Les groupes de colonnes aux quatre angles de la galerie sont surmontés de chapiteaux décorés.
Du premier cloître, construit à l’époque romane, ne subsistent que les murs et ouvertures de l’est et du sud, le reste du monument ayant été rebâti à l’époque gothique.

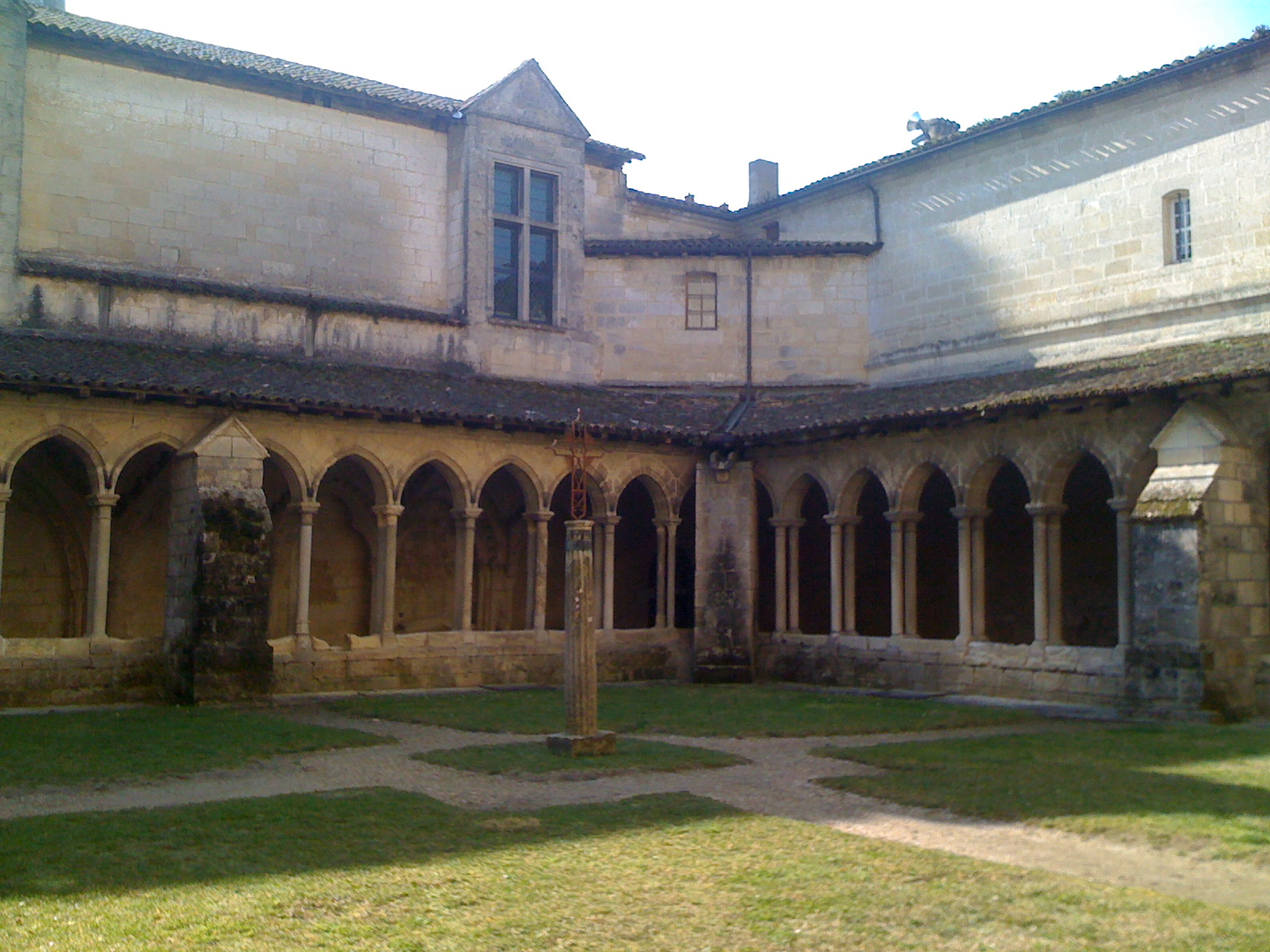
Le cloître de la collégiale Saint-Émilion
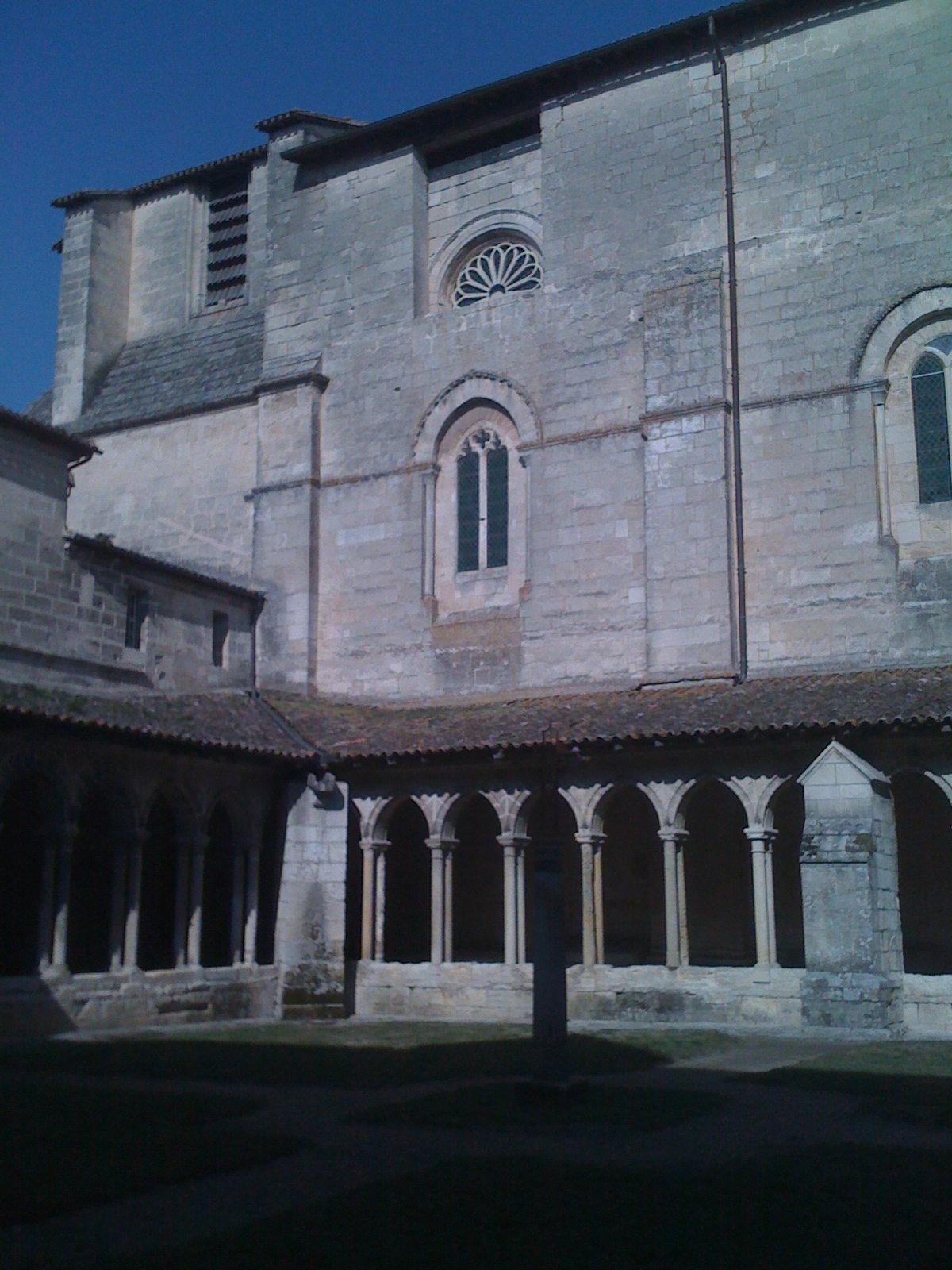
Vue de l'église collégiale depuis le cloître
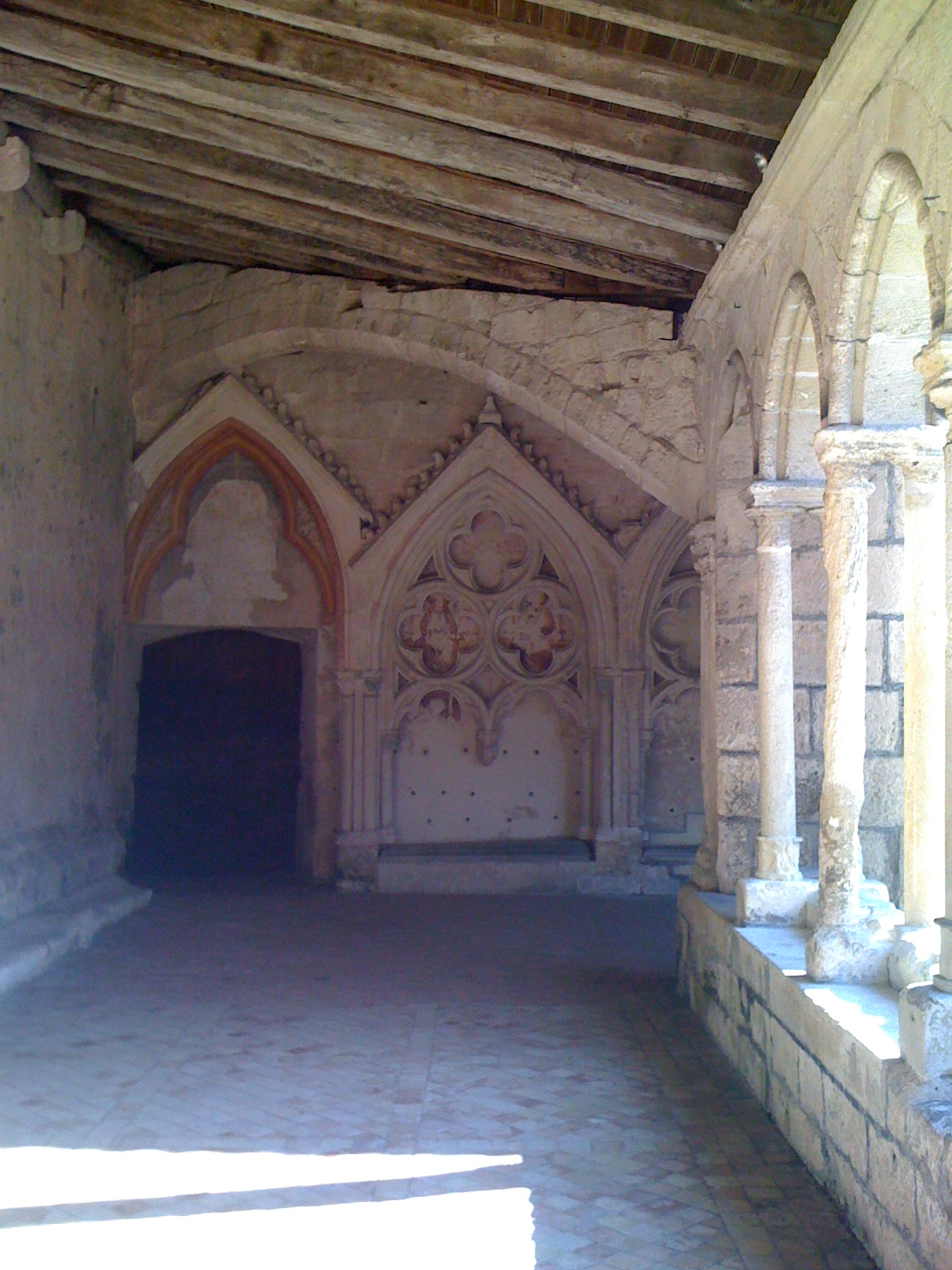
Vue de la charpente en bois du cloître
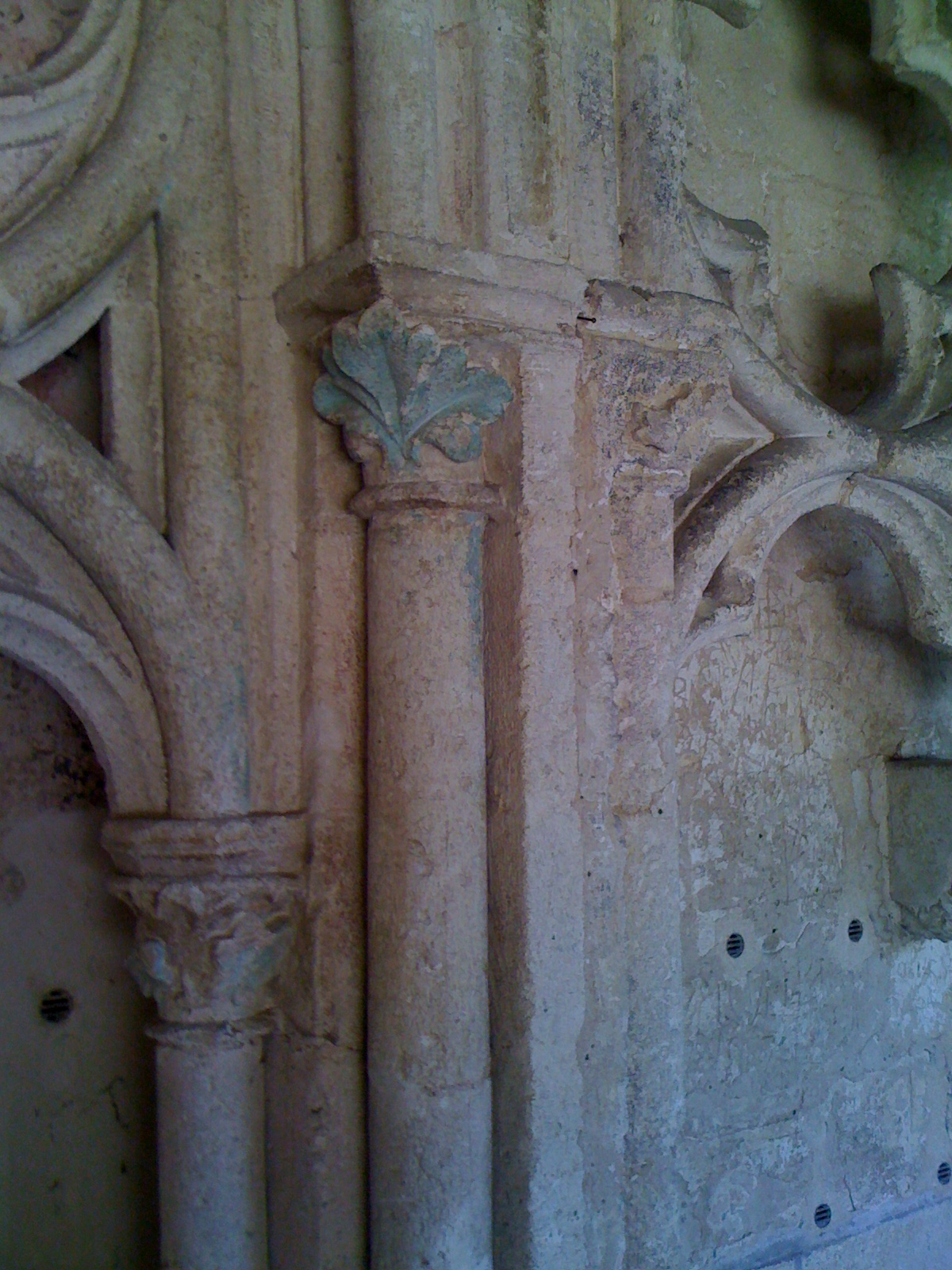
Traces de polychromie sur des chapiteaux du cloître
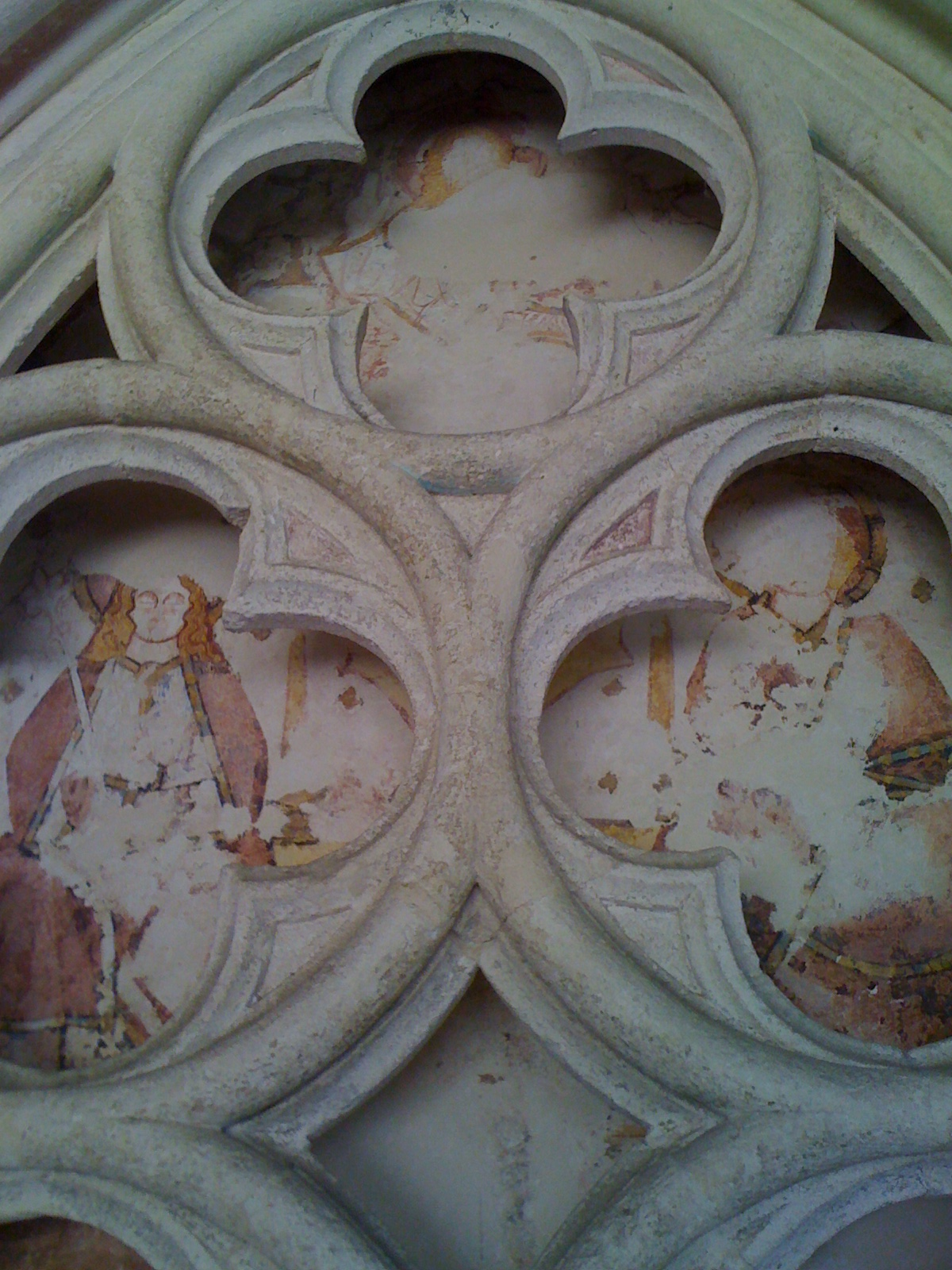
Peintures murales du cloître
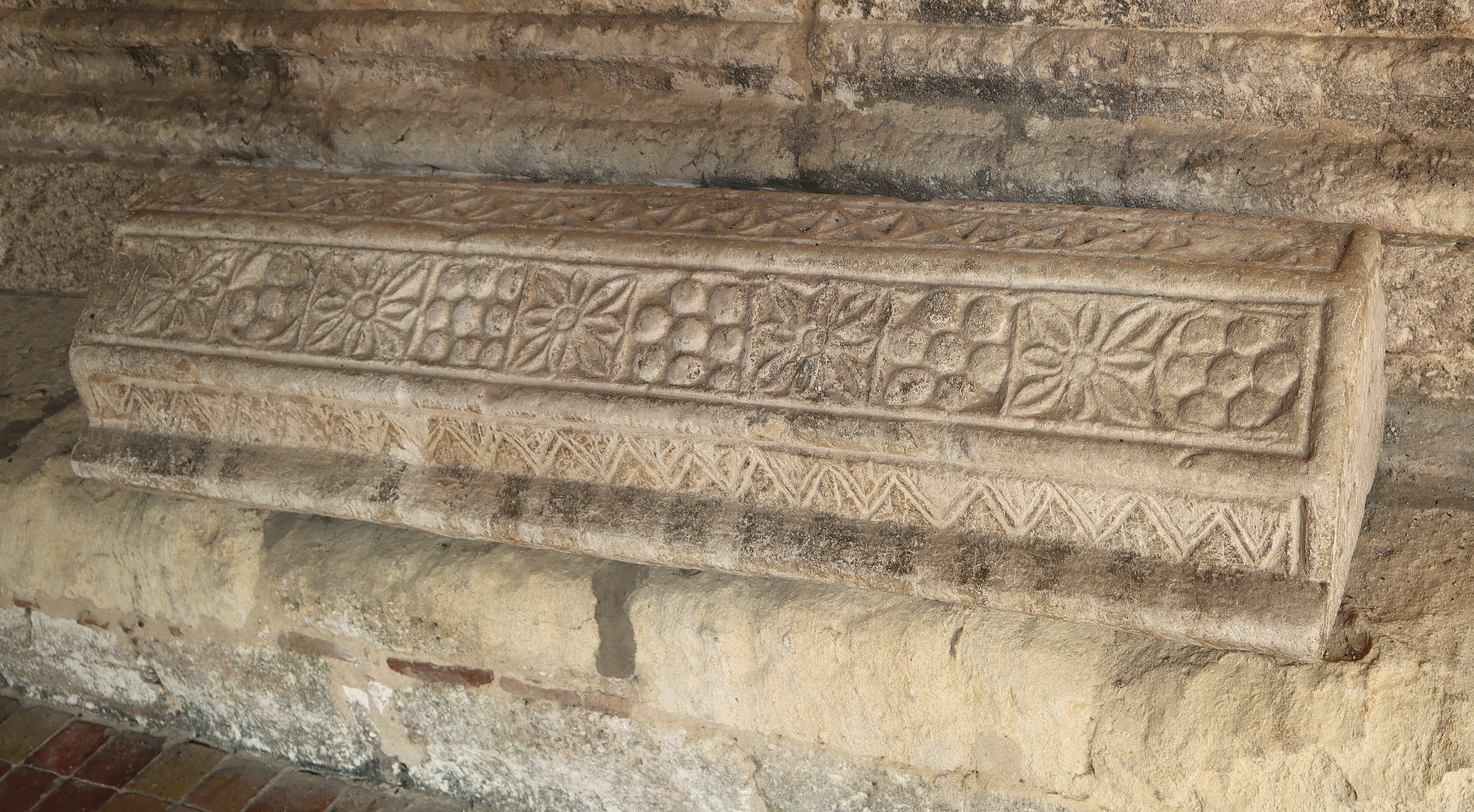
Pierre funéraire en marbre